# Юніон Тауншип (округ Беркс, Пенсільванія)
Юніон Тауншип (англ. Union Township) — селище (англ. township) в США, в окрузі Беркс штату Пенсільванія. Населення — 3886 осіб (2020).

## Демографія
Згідно з переписом 2010 року, у селищі мешкали 3503 особи в 1361 домогосподарстві у складі 1030 родин. Було 1424 помешкання
Расовий склад населення:
| - 97,1 % — білих - 1,1 % — чорних або афроамериканців - 0,5 % — азіатів |

До двох чи більше рас належало 1,0 %. Частка іспаномовних становила 1,2 % від усіх жителів.
За віковим діапазоном населення розподілялося таким чином: 20,2 % — особи молодші 18 років, 63,6 % — особи у віці 18—64 років, 16,2 % — особи у віці 65 років та старші. Медіана віку мешканця становила 45,6 року. На 100 осіб жіночої статі у селищі припадало 104,0 чоловіків;  на 100 жінок у віці від 18 років та старших — 102,2 чоловіків також старших 18 років.
Середній дохід на одне домашнє господарство  становив 88 126 доларів США (медіана — 73 185), а середній дохід на одну сім'ю — 101 233 долари (медіана — 81 167). Медіана доходів становила 59 276 доларів для чоловіків та 36 042 долари для жінок. За межею бідності перебувало 3,0 % осіб, у тому числі 0,0 % дітей у віці до 18 років та 0,1 % осіб у віці 65 років та старших.
Цивільне працевлаштоване населення становило 1867 осіб. Основні галузі зайнятості: освіта, охорона здоров'я та соціальна допомога — 21,5 %, виробництво — 15,8 %, роздрібна торгівля — 11,7 %, будівництво — 10,2 %.